# Pont d'Athis-Mons
Le pont d'Athis-Mons est un viaduc ferroviaire qui permet à la ligne de Villeneuve-Saint-Georges à Montargis de traverser la Seine entre Vigneux-sur-Seine et Athis-Mons.

## Situation ferroviaire
Le viaduc d'Athis-Mons, long de 178 mètres, permet le franchissement de la Seine au point kilométrique (PK) 18,860 de la ligne de Villeneuve-Saint-Georges à Montargis, entre les gares de Vigneux-sur-Seine et de Juvisy.

## Histoire
Le « pont d'Athis » est mis en service en 1863 lors de la création du raccordement de Villeneuve-Saint-Georges à Juvisy, permettant à la compagnie du PLM d'exploiter, depuis Paris, la ligne de Juvisy à Corbeil qu'elle venait de reprendre au défunt syndicat du Bourbonnais. Pendant la guerre franco-allemande de 1870, l'ouvrage est détruit, puis reconstruit en 1872. Au mois de mai 1907, le PLM  double le pont par un nouvel ouvrage, à la suite de l'élargissement de la plateforme, portée de deux à quatre voies entre les gares de Villeneuve-Saint-Georges et Juvisy. En juin 1940, une travée est dynamitée, mais les plus graves avaries sont causées par les bombardements des mois de mai et juin 1944. À la Libération, deux travées sur cinq sont détruites et les autres partiellement endommagées. Le pont sera rétabli sous forme provisoire avec deux voies en novembre 1944, permettant une reprise du trafic avant sa reconstruction totale.

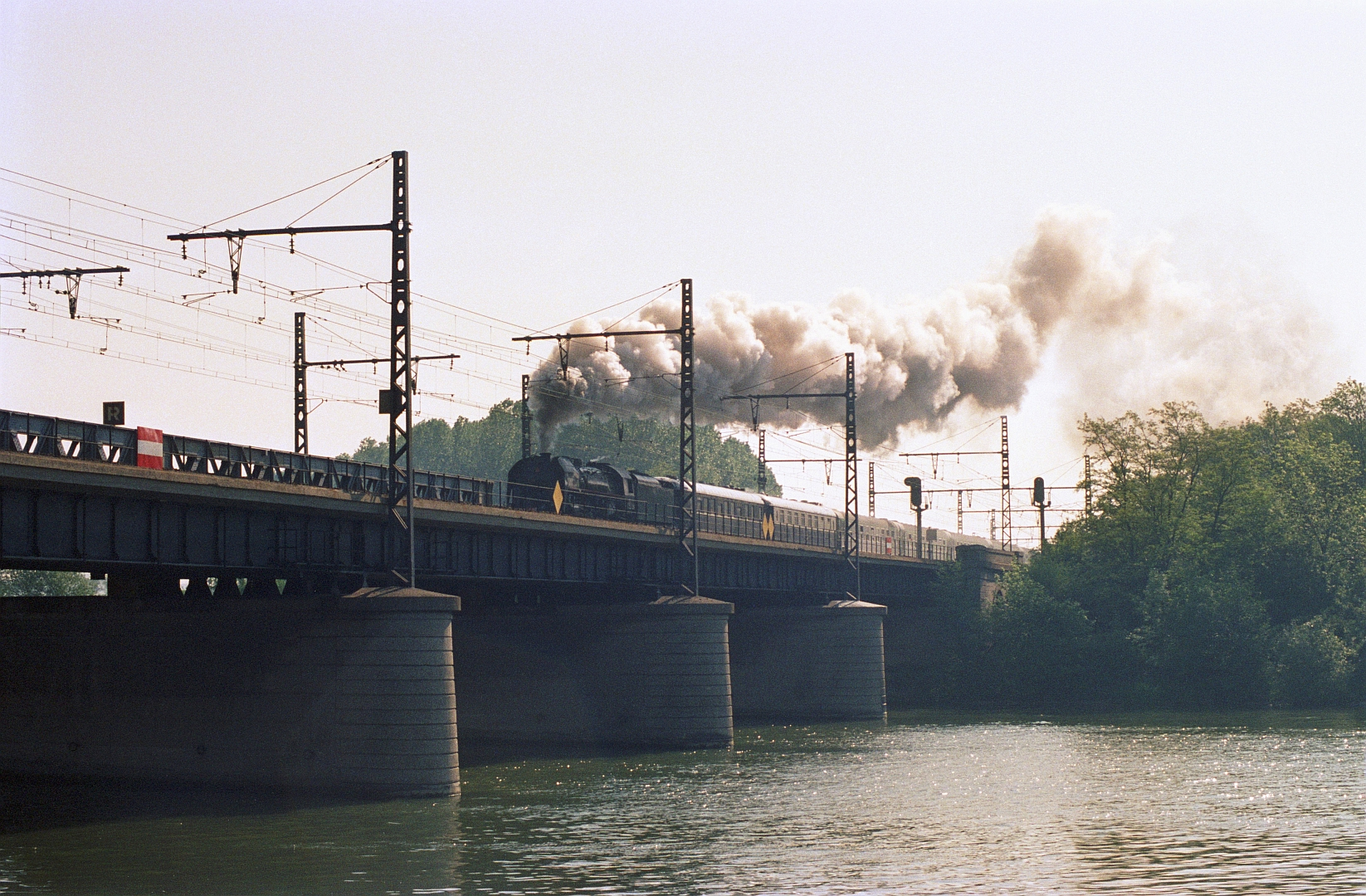
Le pont avec un train à vapeur.